# 勅使河原空
勅使河原 空（てしがわら そら、2009年5月26日 - ）は、日本の子役。LDH所属。EXPG Lab/SSS メンバー。LDH SCREAMメンバー。

## 来歴
EXPG STUDIO TOKYO育成候補生を経て、2022年4月よりEXPG Lab加入。
2025年、「LDH D.LEAGUER AUDITION」に参加。2025年7月11日に開催された「FINAL ROUND -LDH D.LEAGUER AUDITION-」にて合格となり、「LDH SCREAM」メンバーとなる。

## 出演

### テレビドラマ
- DCU 〜手錠を持ったダイバー〜 第1話（2022年1月16日、TBS） - 瀬能陽生（中学生）役[1]

映画
- きみの瞳が問いかけている（2020年）- 喧嘩相手役[1]
- ヴィレッジ（2023年）- 片山優（幼少期）役[6]

### テレビ番組
- 天才てれびくんhello,（NHK Eテレ、2021年4月 - 2023年3月） - てれび戦士[7][注釈 1]
- 沼にハマってきいてみた （NHK Eテレ、2021年11月29日）- てれび戦士[8]
- フクチッチ「車いす」（前編[9][10]・後編[11][12]）（NHK Eテレ、2022年4月4日、11日）- てれび戦士[注釈 2]
- ニャンちゅう!宇宙!放送チュー! （NHK Eテレ、2022年9月4日）- てれび戦士[13]
- ダンバトオーディション -DANCE BATTLE × AUDITION-（2025年4月19日 - 8月9日、日本テレビ）

### MV
- EXILE「愛のために ～for love, for a child～」（2019年）[14]
- mirage²「キセキ」（2019年）[14]

### CM
- AMAZING COFFEE x LAWSON 「MACHI cafe コラボレーション第3弾『アメイジング チョコモ〜モ〜  THE SECOND』」(2020年)[15]
- NHK AC共同キャンペーン「どんなときでも」(2020年) - メイン子役[16]

広告
- GU（2022年）[17]
- トンボ学生服（2024年）

## 作品
配信
- 「Be The World」てれび戦士（マウナ・ソラ・マリア・ソノマ・テッショウ）[18]